# 방유성
방유성(방명자)(1944년 3월 17일 ~ )은 대한민국의 성우이다. 1966년 KBS 8기 공채 성우로 데뷔하였다.

## 출연 작품

### 방송
- KBS 무대 10년(마지막 도부꾼, 길 위에 지다) (KBS 제2라디오)
- KBS 무대 10년(동행) (KBS 제2라디오)
- KBS 무대 10년(시인학교) (KBS 제2라디오)
- KBS 라디오 극장 10년(청해당의 아침) (KBS 라디오) - 영천댁
- KBS 라디오 극장 10년(원미동 사람들) (KBS 라디오) - 노모
- KBS 라디오 극장 10년(고령화 가족) (KBS 라디오)
- KBS 라디오 극장 10년(여덟 번째 방) (KBS 라디오)
- 소설극장(그 남자네 집)(KBS 라디오)